# Val Nure
La val Nure è una valle dell'Appennino ligure formata dall'omonimo torrente, affluente di destra del fiume Po, interamente situata in provincia di Piacenza. 
Il Nure nasce sull'Appennino ligure, nella località Fontana Gelata, nel comune di Ferriere, a un'altitudine di 1479 m s.l.m., e sfocia nel fiume Po tra i comuni di Caorso e Caselle Landi.

## Geografia fisica
La valle, interamente percorsa dal torrente Nure, da cui prende il nome, presenta un orientamento sud-ovest - nord-est ed è interamente compresa nel tratto piacentino dell'Appennino ligure.
La val Nure confina ad ovest con la val Trebbia, la val Perino e la val d'Aveto, ad est con la val Riglio, la val Chero, la val d'Arda e la val Ceno ed a sud ancora con la val d'Aveto.

### Valichi
La val Nure è messa in comunicazione con la val Trebbia tramite il passo della Pia, il passo del Cerro, la Sella dei Generali ed il passo del Mercatello, con la val Perino tramite il passo della Cappelletta e la Sella dei Generali, con la val d'Aveto tramite il passo del Crociglia, con la val Ceno tramite il passo Linguadà, il passo delle Pianazze e il passo dello Zovallo, con la val d'Arda tramite il valico di monte Santa Franca e con la val Chero tramite il valico di Prato Barbieri.

### Monti

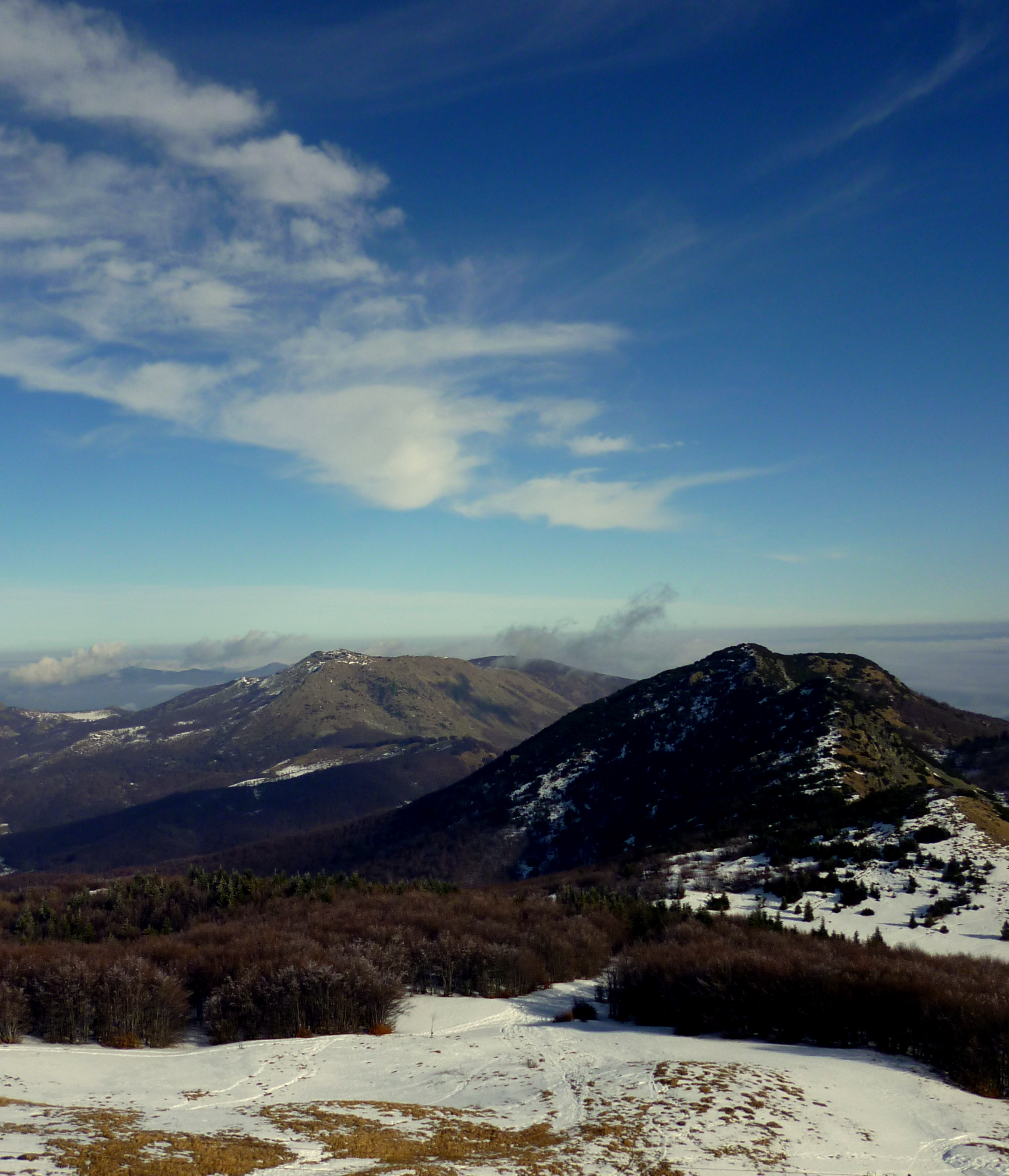
Il monte Nero e il monte Ragola

Il monte più alto della valle è il monte Bue che raggiunge un'altezza di 1775 m s.l.m.
Tra i monti principali della valle si trovano il monte Nero, il monte Ragola, il monte Camulara, il monte Ragolino, il monte Zovallo, situati sullo spartiacque con la val Ceno, il monte Crociglia e il monte Carevolo, situati sullo spartiacque con la val d'Aveto, il monte Aserei, situato sullo spartiacque con la val Trebbia, ed il monte Menegosa, situato sullo spartiacque con la val d'Arda.

### Idrografia

#### Fiumi
Il corso d'acqua principale della valle è il torrente Nure, lungo 75 km, di cui 43 in percorso montano, e con un bacino idrografico di 430 km², il 78 % del quale montano.
Il Nure non presenta affluenti di particolare rilevanza, ricevendo contributi idrici da brevi torrenti:
- Torrenti in sinistra idrografica:
Grondana (nasce nei pressi di Ciregna e confluisce nel Nure a Ferriere[14]); Lobbia (nasce dal monte Albareto e confluisce nel Nure nei pressi di Crocelobbia, tra Farini e Ferriere[15]; Spettine (nasce dal monte Barbieri e confluisce nel Nure tra Bettola e Carmiano[16])

- Torrenti in destra idrografica:
Biana (confluisce nel Nure nei pressi dell'omonima frazione pontolliese); (Groppo Ducale (nasce nei pressi dell'omonima frazione bettolese e confluisce nel Nure a monte di Bettola[17]); Lardana (nasce dalle falde del monte Ragola e confluisce nel Nure nei pressi di Boli[18], tra Farini e Ferriere); Lavaiana (nasce dalla confluenza del Rivo della Selva e del Rivo dei Bruzzi nei pressi di Selva di Groppallo e sfocia nel Nure nei pressi di Boli[19]); Restano (confluisce nel Nure di fronte all'abitato di Olmo, posto sulla sponda opposta[20])

### Laghi

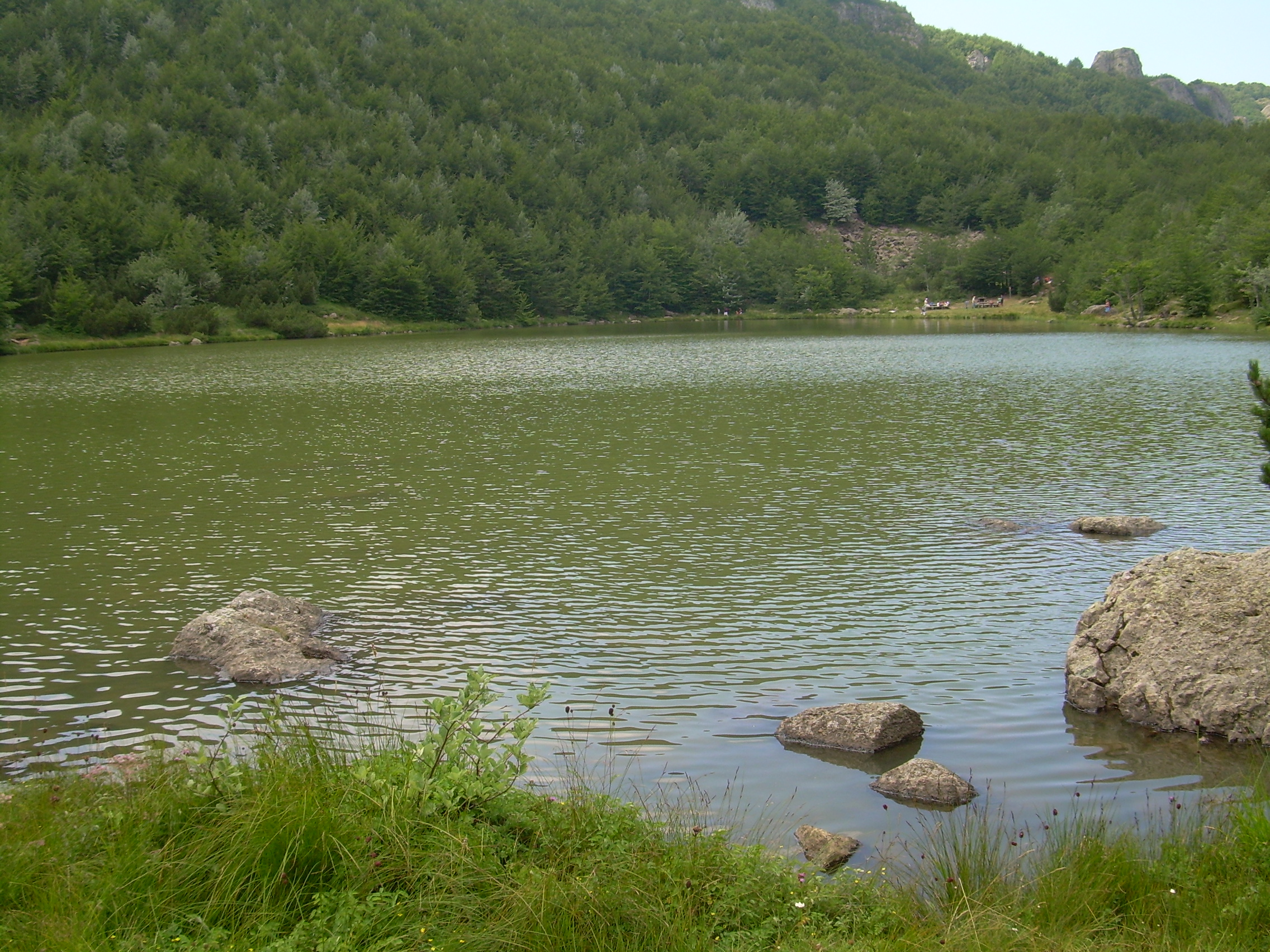
Il lago Nero

Nell'alta valle, in comune di Ferriere, sono presenti alcuni piccoli laghi di origine glaciale:
- lago Nero: bacino localizzato sul fondo di una conca di origine glaciale, tra il monte omonimo e il monte Bue a un'altitudine di 1540 m s.l.m. Il lago è lungo circa 200 m, largo 80 m e presenta una profondità massima di circa 2,5 m. Nei mesi invernali è spesso ghiacciato[21].
- lago Bino, diviso in lago Bino inferiore e lago Bino superiore, si trova a circa 1300 m s.l.m. e, durante la stagione estiva viene ricoperto di ninfee[22].
- lago Moo: lago di origine glaciale in gran parte regredito a bacino acquitrinoso, si estende in conca di origine glaciale a forma di anfiteatro, la più ampia della val Nure; l'estensione dello specchio d'acqua è molto limitata in rapporto alla superficie complessiva della conca, in alcune zone della quale hanno iniziato a crescere anche piante ad alto fusto[23].

### Ambiente
La val Nure presenta caratteri tipici dell'Appennino emiliano con un paesaggio montano di bassa quota in cui sono in gran parte presenti boschi misti di latifoglie, zone pratose destinate al pascolo degli animali e prati umidi, originati dal progressivo interramento di laghi originati dalla glaciazione wurmiana.
La flora varia a seconda dell'altezza: la specie più presente nei boschi è il faggio. Ad alte quote si trova l'abete bianco, mentre scendendo di altitudine sono presenti il carpino bianco, l’acero, il frassino, l’olmo, il tiglio, il nocciolo e il maggiociondolo. Nelle zone a prato sono, invece, presenti graminacee e geranium nodosum, anemone nemorosa e trifolia, crocus, oltre a specie eliofolie come il rubus idaeus e il senecio nemorensis.
Nell'alta valle, nella zona del monte Nero, è presente un biotipo di interesse faunistico caratterizzato dalla presenza di un arbusteto a pino mugo, dell’aquila reale e del falco pecchiaiolo.

## Storia
I primi abitanti della val Nure sono i celti e i Liguri, questi ultimi sono i primi ad avviare lo sfruttamento delle risorse minerarie localizzate nella valle. La zona viene, in seguito, conquistata dai romani di cui sono stati recuperati resti in varie località, sia nell'alta che nella basse valle. Nella località Sant'Angelo, situata nei pressi di Vigolzone, Annibale sconfigge definitivamente le centurie romane dopo la vittoria conseguita nella battaglia della Trebbia combattuta nel 218 a.C..

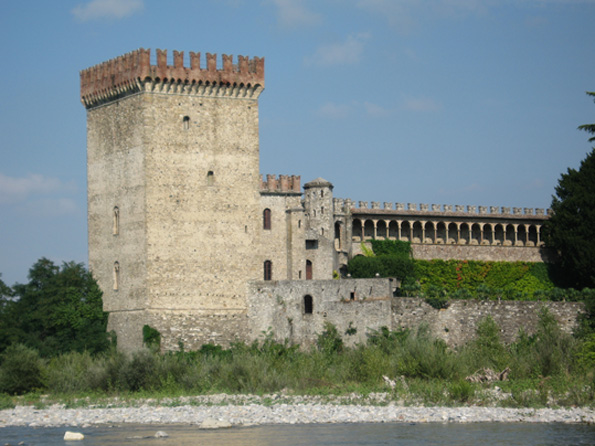
Castello di Riva a Ponte dell'Olio

Nel periodo feudale è dominata dalle famiglie dei Malaspina, Nicelli e Anguissola. Gli scontri tra queste famiglie sono all'origine della costruzione di una fitta rete di castelli con funzioni difensive.
Dal XIII secolo la valle è stata una via di collegamento tra la pianura Padana e la Liguria, le sue mulattiere erano percorse dalle colonne di muli da soma dei mercanti che attraverso il passo del Crociglia scendevano a Santo Stefano d'Aveto e, passando per Rezzoaglio e Borzonasca, raggiungevano il mare a Chiavari trasportando i prodotti liguri, in particolar modo l'olio, verso la val Padana ed i prodotti padani, specialmente i cereali, verso la Liguria.
Nel XV secolo viene costituita la Magnifica Università della val Nure, istituzione con sede a Bettola composta da 21 comuni situati nella valle e che prevedeva una parziale autonomia e una serie di concessioni fiscali da parte del ducato di Milano, a cui tutta la zona era assoggettata: la prima forma di autonomia fu concessa dal duca Filippo Maria Visconti nel 1441, per, poi, venire confermate dagli Sforza prima e da Francesco I di Francia poi. La Magnifica Università è istituita ufficialmente nel 1523 da papa Clemente VII e, pur minacciata dalle potenti famiglie del posto miranti alla rinascita dell'ordinamento feudale, sopravvive fino all'epoca napoleonica, quando vennero istituiti i comuni di Ferriere, San Giovanni, Borgo San Bernardino, Ponte dell'Olio, Vigolzone, Podenzano e San Giorgio.
Nel 1867, con il regio decreto 4066, pubblicato in gazzetta ufficiale il 17 novembre, su impulso delle famiglie della zona ed, in particolare, di Giuseppe Zanellotti di Cogno S. Savino, che sarebbe in seguito diventato il primo sindaco del comune, e di don Luigi Galli, arciprete di Groppallo, viene costituito il nuovo comune di Farini d'Olmo, distaccando dai comuni di Bettola e Borgo San Bernardino le frazioni di Groppallo, Boccolo della Noce, Cogno San Savino, Cogno San Bassano, Mareto, Gallare, Migliorini, Groppo, Assé e Farini d’Olmo oltreché la frazione di Pradovera appartenente al comune di Coli. Il nuovo comune diventa, poi, operativo a partire dal successivo 1º gennaio 1868.
Durante la seconda guerra mondiale, dopo l'armistizio dell'8 settembre, l'alta val Nure diviene un luogo di rifugio per molti antifascisti piacentini in fuga dalla città. A partire dall'ultimo scorcio di quell'anno cominciano ad organizzarsi le prime bande armate di ribelli. Tra il maggio e il giugno 1944 Ferriere, prima, e Farini, poi, vengono conquistate dai partigiani che, alla fine del luglio dello stesso anno occupano anche Bettola, abbandonata dalla GNR. Una volta occupato, il centro di Bettola diventa sede del Comando unico della XIII Zona e del CLN provinciale, diventando una sorta di capitale della resistenza piacentina, nonché capoluogo della zona liberata. Tra la fine del 1944 e l'inizio del 1945 la valle è sottoposta al rastrellamento da parte delle truppe della divisione Turkestan che rioccupano Bettola nel mese di novembre. Per il ruolo occupato Bettola ha ricevuto la medaglia d'argento al valor militare per la guerra di liberazione.
A partire dal XX secolo, la val Nure, in particolare l'alta valle, è soggetta allo spopolamento, vedendo ridursi progressivamente il numero degli abitanti.
Nella notte del 14 settembre 2015 buona parte della val Nure, così come le limitrofe val Trebbia e val d'Aveto, viene devastata dall'esondazione del Nure, dovuta al forte maltempo che causa la morte di tre persone in seguito al crollo di parte della strada statale 654 di Val Nure nei pressi di Recesio di Bettola, oltre ad ingenti danni, tra i quali il crollo di un ponte sull'ex strada statale 654 a monte di Ferriere, la distruzione di alcune abitazioni a Farini ed il danneggiamento del ponte sul Nure a Ponte dell'Olio e Pontenure.
Il 16 ottobre 2016 si svolgono nella valle due referendum consultivi per la fusione dei comuni di Ponte dell'Olio e Vigolzone e di Bettola, Farini e Ferriere: in entrambi i casi le consultazioni vedono la vittoria del no in tutti i comuni, interrompendo l'iter del progetto di fusione.

## Monumenti e luoghi d'interesse

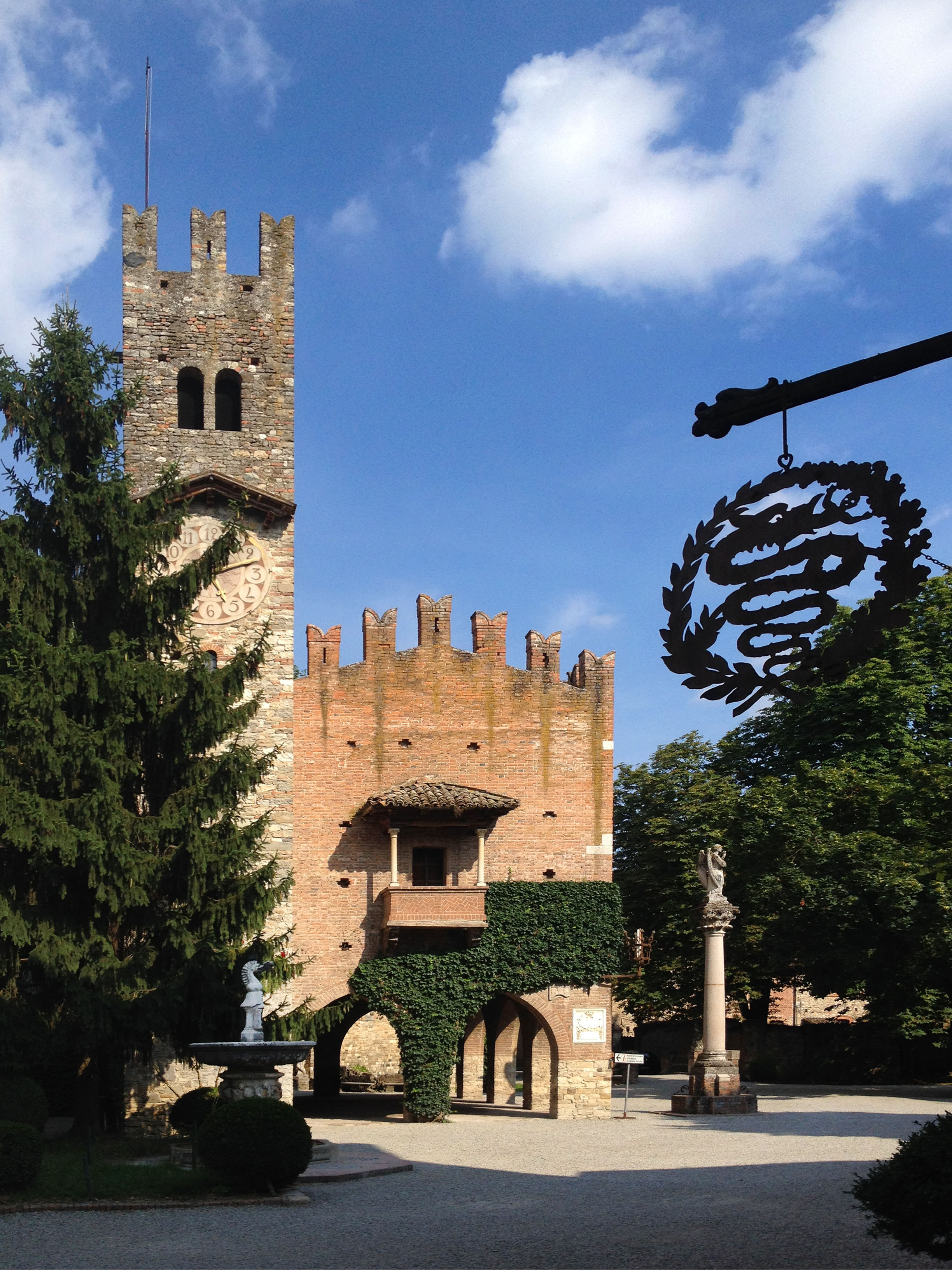
Il Borgo di Grazzano Visconti

### Architetture militari
Castello di PodenzanoEdificato dalla famiglia Malaspina a partire dal 1153, viene acquistato dagli Anguissola nel 1466, rimanendone di proprietà fino al termine del feudalesimo. La struttura presenta 4 torri angolari: due di forma rotonda e due di forma quadrata ed è occupata dagli uffici del comune.
Castello di AltoèEdificato sulla base di antichi insediamenti romani, il fortilizio viene citato per la prima volta tra il 1385 e il 1386 come proprietà della famiglia Salimbebe. Nel 1440 fu concesso dal duca di Milano Filippo Maria Visconti alla famiglia Piccinino. Nel 1650 divenne di proprietà di Ferrante Anguissola, nominato conte di Alto, per poi rimanere in possesso dei suoi discendenti. Presenta una pianta rettangolare resa irregolare da due torri: una con i resti di un ponte levatoio che fungeva da ingresso e una, più alta, il mastio. L'edificio è stato restaurato nell'Ottocento ad opera dell'architetto Angelo Colla.
Castello di San Giorgio PiacentinoCostruito a partire dal 948 a difesa della locale pieve, fu distrutto una prima volta nel 1090 e, poi, ancora nel 1242. Divenuto di proprietà della famiglia Anguissola nel XIII secolo, passò agli Scotti nel seicento. Tra il 1876 ed il 1978 è stato acquistato dal comune che lo ha adibito a propria sede.
Castello di Grazzano ViscontiFortilizio costruito nel 1395 da Giovanni Anguissola. Passato nell'Ottocento alla famiglia Visconti di Modrone venne restaurato ai primi del novecento dal conte Giuseppe Visconti di Modrone il quale fece costruire ex novo un piccolo borgo fortificato in stile neo-medievale progettato dall'architetto Alfredo Campanini.

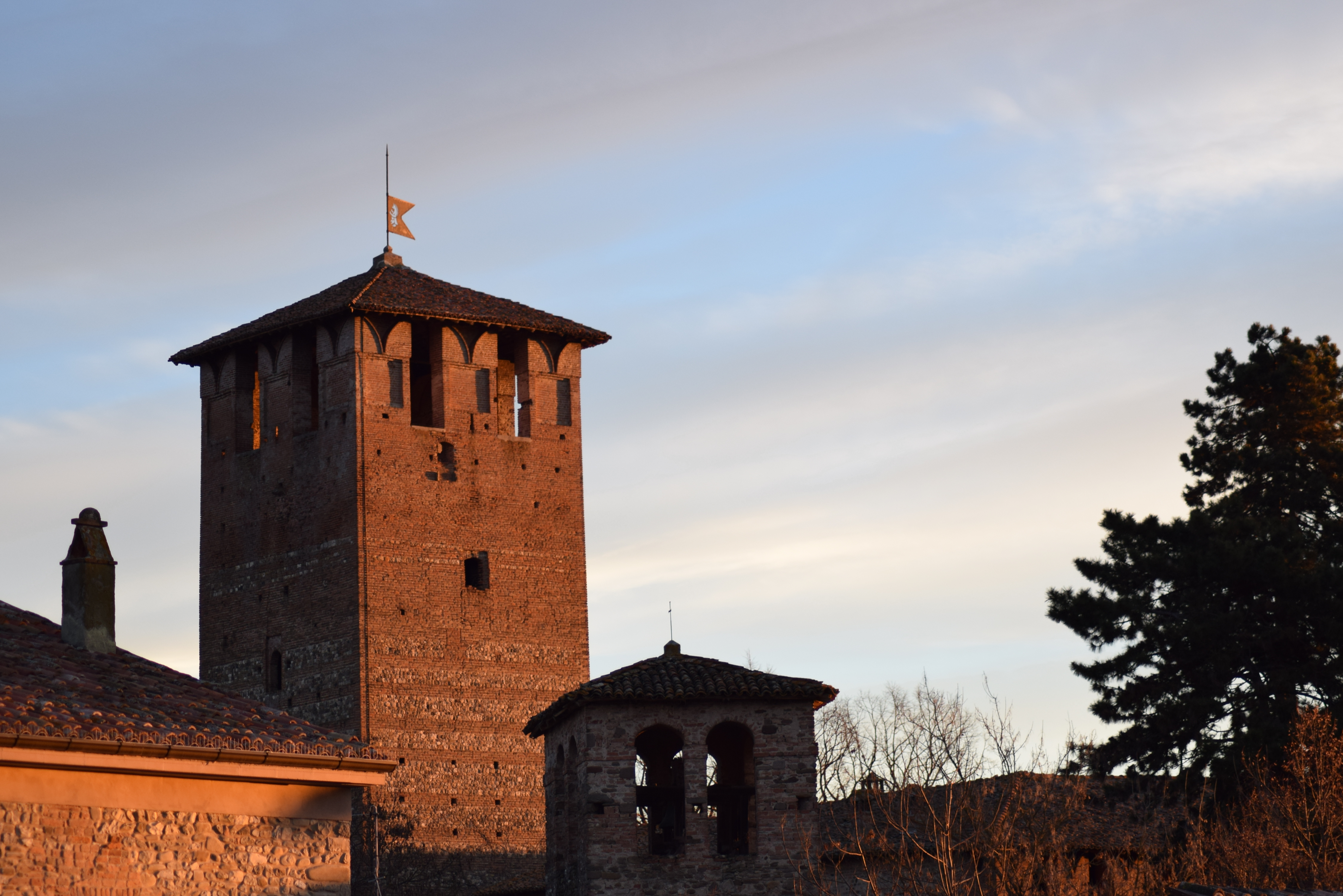
La torre principale del castello di Vigolzone

Castello di VigolzoneCostruito nel trecento per opera del nobile Bernardo Anguissola. Il castello fu, in seguito, espugnato da Ludovico il Moro nel 1483 e, poi, nel 1521 dai dragoni francesi guidati dal generale Odet de Foix-Lautrec. Presenta una base rettangolare e un torrione alto 40 m.
Castello di RivaCostruito tra il 1199 e il 1277, è posto sulla riva destra del torrente Nure, a monte di Ponte dell'Olio, tra il corso d'acqua e la strada che collega Piacenza a Ferriere, controllava il passaggio dalla pianura alla val Nure.
Castello MalaspinaSituato a Gambaro, frazione di Ferriere, e costruito tra il XV ed il XVI secolo da Ghisello Malaspina, la cui famiglia aveva ottenuto l'investitura del feudo di Noceto nel 1423. Rimasto ai Malaspina fino all'estinzione del ramo, avvenuta nel 1624, divenne di proprietà della camera ducale fino al 1683 quando Ranuccio II Farnese infeudò nella zona i conti Corrado e Ippolito Landi di Rivalta che nel 1687 furono investiti a marchesi come contropartita per la cessione di Bardi e Compiano. Nel 1785 divenne di proprietà della famiglia Bacigalupi, per poi diventare sede del comune fino al trasferimento a Ferriere. Dopo anni di abbandono, il maniero è stato restaurato tra il 2008 ed il 2013.

## Cultura
Questa valle è posta al limitare del territorio delle Quattro Province (Alessandria, Genova, Pavia, Piacenza), caratterizzato da usi e costumi comuni e da un importante repertorio di musiche e balli molto antichi. Strumento principe di questa zona è il piffero appenninico, accompagnato dalla fisarmonica e un tempo dalla piva emiliana.
La piva emiliana, praticamente scomparsa, viene ricordata nella festa della "Piva della val Nure" che si tiene in agosto a Pradovera frazione di Farini.

## Infrastrutture e trasporti

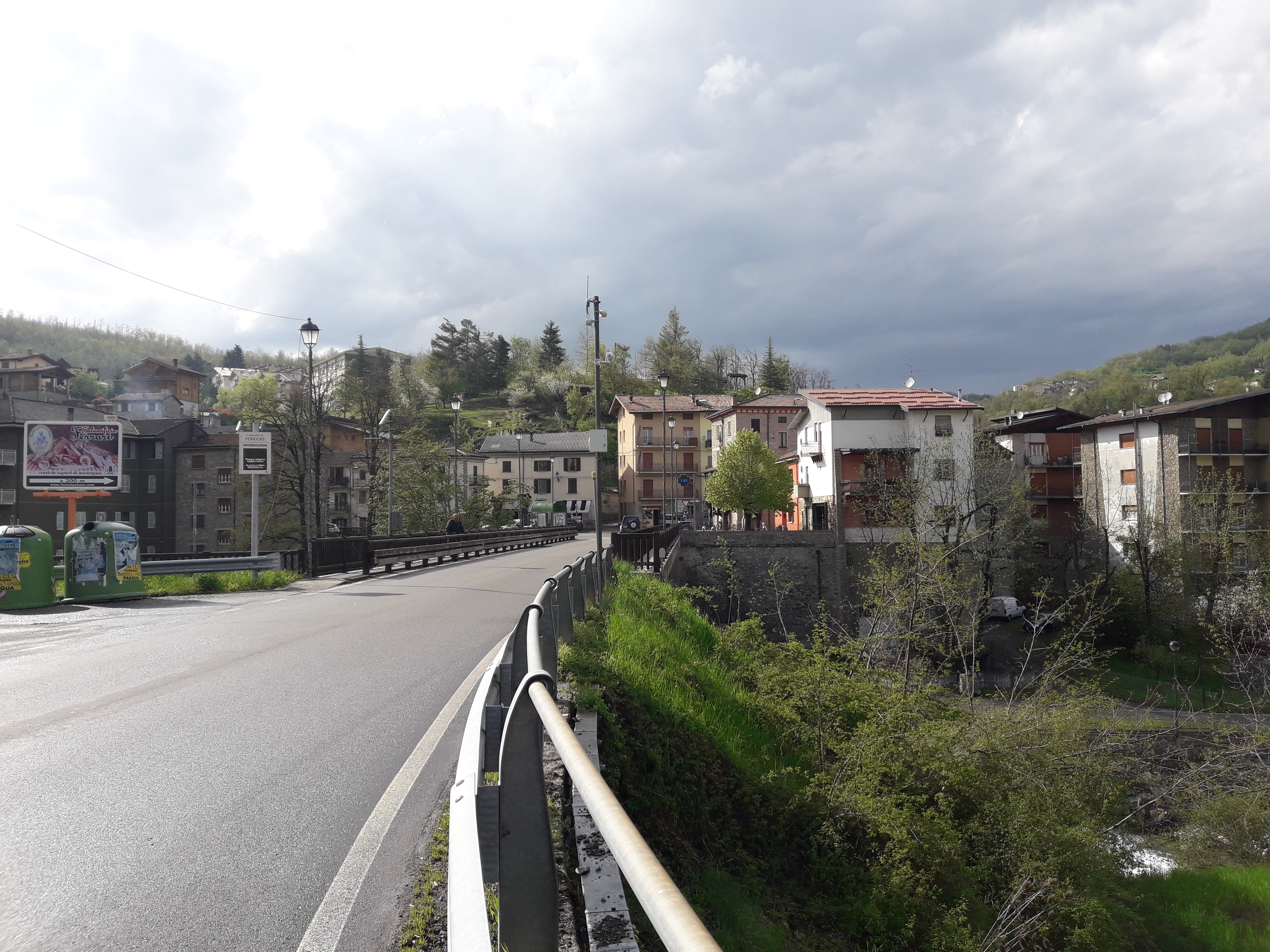
Il ponte sul Nure della strada statale 654 a Ferriere

Il principale asse viario della val Nure è la strada statale 654 di Val Nure che percorre interamente la valle da Piacenza fino al passo dello Zovallo, entrando nella parmense val Ceno per poi entrare in val d'Aveto tramite il passo del Tomarlo e scendere fino a Rezzoaglio dove si congiunge alla strada statale 586 della Valle dell'Aveto.
Tra il 1882 ed il 1933 la media val Nure fu servita dalla tranvia Piacenza-Bettola che metteva in comunicazione Bettola con il capoluogo provinciale; da essa si diramava a Grazzano Visconti la linea per Rivergaro che permetteva il collegamento con la bassa val Trebbia. La tranvia Piacenza-Bettola fu, poi, sostituita dall'omonima ferrovia, gestita dalla Società Italiana Ferrovie e Tramvie, e definitivamente soppressa nel 1967.

## Amministrazione
Di seguito è riportata la lista dei comuni della val Nure:
| Comune                 | Abitanti | Superficie km² | Densità ab./km² | Altitudine m s.l.m. |
| ---------------------- | -------- | -------------- | --------------- | ------------------- |
| Podenzano              | 9.169    | 44,34          | 206,79          | 118                 |
| San Giorgio Piacentino | 5.636    | 49,19          | 114,58          | 103                 |
| Vigolzone              | 4.222    | 42,04          | 100,43          | 151                 |
| Ponte dell'Olio        | 4.697    | 43,92          | 106,94          | 217                 |
| Bettola                | 2.763    | 122,37         | 22,58           | 329                 |
| Farini                 | 1.224    | 112,36         | 10,89           | 424                 |
| Ferriere               | 1.238    | 178,5          | 6,94            | 626                 |

Il territorio della medio-alta val Nure è stato compreso nella Comunità Montana valli del Nure e dell'Arda, la cui sede era situata in Piazza Colombo a Bettola, fino alla sua chiusura avvenuta nel 2013.
Nel territorio della val Nure sono presenti due unioni di comuni:
- Unione Montana Alta Valnure: comprendente i comuni di Bettola, Ferriere, Farini e Ponte dell'Olio[49].
- Unione Valnure e Valchero: comprendente i comuni di Podenzano, San Giorgio e Vigolzone[50]